# Płamen Kralew
Płamen Kralew (ur. 22 lutego 1973 w Sofii) – bułgarski kierowca wyścigowy.

## Kariera

### Początki
Kralew rozpoczął karierę w wyścigach samochodowych w 2008 roku, od startów w FIA GT3 European Championship, ADAC GT Masters, Ferrari Challenge Italy - Coppa Shell i w International GT Open. Zwycięstwo wyścigowe odniósł jedynie w Mistrzostwach ADAC GT. Uplasował się tam na 22 pozycji w klasyfikacji generalnej. Rok później poświęcił się głównie startom w International GT Open. Wystartował tam w sześciu wyścigach, lecz nigdy nie stawał na podium. Uzbierane 7 punktów dało mu 43. miejsce w klasyfikacji generalnej. W 2009 roku Bułgar wystartował także w dwudziestoczterogodzinnym wyścigu Le Mans w klasie GT2, który ukończył na 11 pozycji w swojej klasie.

### Azjatycka Seria GP2
Na przełomie 2009 i 2010 roku Płamen dołączył do stawki Azjatyckiej Serii GP2, gdzie przejechał osiem wyścigów z włoską ekipą Trident Racing. Nigdy jednak nie zdobywał punktów.

### Formuła 2
W latach 2010–2012 Bułgar startował w Mistrzostwach Formuły 2. W ciągu tych trzech lat nigdy jednak nie stanął na podium. Podczas gdy w latach 2010-2011 jego dorobek punktowy wynosił zaledwie 1 punkt, w 2012 roku uzbierał już ich cztery. Sezon 2012 ukończył na 17 miejscu w klasyfikacji generalnej.

## Statystyki
| Sezon     | Seria                                     | Zespół                   | Wyścigi | Zwycięstwa | PP | NO | Podium | Punkty | Pozycja |
| --------- | ----------------------------------------- | ------------------------ | ------- | ---------- | -- | -- | ------ | ------ | ------- |
| 2008      | FIA GT3 European Championship             | Kessel Racing            | 7       | 0          | 0  | 0  | 0      | 0      | NS      |
| 2008      | ADAC GT Masters                           | Kessel Racing            | 2       | 0          | 0  | 0  | 1      | 10     | 22      |
| 2008      | Ferrari Challenge Italy                   | Kessel Racing            | 2       |            |    |    |        | 37     | 22      |
| 2008      | International GT Open - GTA               | Racing Team EdilCris     | 2       | 0          | 0  | 0  | 0      | 4      | 26      |
| 2008      | International GT Open                     | Racing Team EdilCris     |         |            |    |    |        | 10     | 40      |
| 2009      | International GT Open                     | Vittoria Competizioni    | 6       | 0          | 0  | 0  | 0      | 7      | 43      |
| 2009      | International GT Open - Super GT          | Vittoria Competizioni    | 6       | 0          | 0  | 0  | 0      | 0      | NS      |
| 2009      | 24h Le Mans – GT2                         | Endurance Asia Team      | 1       | 0          | 0  | 0  | 0      | N/A    | 11      |
| 2009      | Le Mans Series – GT2                      | JMB Racing               | 1       | 0          | 0  | 0  | 0      | 0      | NS      |
| 2009/2010 | Azjatycka Seria GP2                       | Trident Racing           | 8       | 0          | 0  | 0  | 0      | 0      | 33      |
| 2010      | Formuła 2                                 | MotorSport Vision        | 18      | 0          | 0  | 0  | 0      | 1      | 21      |
| 2011      | Formuła 2                                 | MotorSport Vision        | 16      | 0          | 0  | 0  | 0      | 1      | 24      |
| 2012      | Formuła 2                                 | MotorSport Vision        | 15      | 0          | 0  | 0  | 0      | 4      | 17      |
| 2014      | European Touring Car Cup – Super 2000 TC2 | Liqui Moly Team Engstler | 6       | 0          | 0  | 0  | 0      | 14     | 10      |

## Wyniki w Azjatyckiej Serii GP2
| Legenda oznaczeń w tabelach wyników Wyświetl szablon na nowej stronie | Legenda oznaczeń w tabelach wyników Wyświetl szablon na nowej stronie                                                                     |
| Oznaczenie                                                            | Wyjaśnienie |
| --------------------------------------------------------------------- | --- |
| Złoty                                                                 | Zwycięzca lub mistrzostwo |
| Srebrny                                                               | 2. miejsce lub wicemistrzostwo |
| Brązowy                                                               | 3. miejsce lub II wicemistrzostwo |
| Zielony                                                               | Ukończył, punktował (w klasyfikacji generalnej, gdy zdobył co najmniej jeden punkt na przestrzeni sezonu, poza trzema powyższymi opcjami) |
| Niebieski                                                             | Ukończył, nie punktował (w klasyfikacji generalnej, gdy nie zdobył co najmniej jednego punktu na przestrzeni sezonu)                      |
| Czerwony                                                              | Nie zakwalifikował się (NZ) |
| Czerwony                                                              | Nie prekwalifikował się (NPK) |
| Różowy                                                                | Nie ukończył (NU) |
| Różowy                                                                | Niesklasyfikowany (NS) (w klasyfikacji generalnej, gdy nie został sklasyfikowany w żadnym wyścigu sezonu)                                 |
| Czarny                                                                | Zdyskwalifikowany (DK) |
| Czarny                                                                | Wykluczony (WYK/EX) |
| Biały                                                                 | Nie wystartował (NW) |
| Biały                                                                 | Kontuzjowany (K/INJ) |
| Biały                                                                 | Wyścig odwołany (OD/C) |
| Bez koloru                                                            | Został wycofany (WYC/WD) |
| Bez koloru                                                            | Nie przybył (NP/DNA) |
| Bez koloru                                                            | Nie brał udziału w treningach (NT/DNP) |
| Bez koloru                                                            | Nie został zgłoszony (–) |
| Pogrubienie                                                           | Start z pole position |
| Kursywa                                                               | Najszybsze okrążenie wyścigu |
| †                                                                     | Nie ukończył, ale jego rezultat został zaliczony ze względu na przejechanie więcej niż 90% dystansu wyścigu.                              |
| *                                                                     | Sezon w trakcie |
| 1/2/3                                                                 | Punktowana pozycja w sprincie kwalifikacyjnym                                                                                             |
| Lista systemów punktacji Formuły 1                                    | |

| Rok       | Zespół         | Wyniki w poszczególnych eliminacjach | Wyniki w poszczególnych eliminacjach | Wyniki w poszczególnych eliminacjach | Wyniki w poszczególnych eliminacjach | Wyniki w poszczególnych eliminacjach | Wyniki w poszczególnych eliminacjach | Wyniki w poszczególnych eliminacjach | Wyniki w poszczególnych eliminacjach | Punkty | Pozycja |
| --------- | -------------- | ------------------------------------ | ------------------------------------ | ------------------------------------ | ------------------------------------ | ------------------------------------ | ------------------------------------ | ------------------------------------ | ------------------------------------ | ------ | ------- |
| 2009/2010 | Trident Racing | ARE                                  | ARE                                  | ARE                                  | ARE                                  | BHR                                  | BHR                                  | BHR                                  | BHR                                  | 0      | 33      |
| 2009/2010 | Trident Racing | NU                                   | NU                                   | 16                                   | 20                                   | 22                                   | 16                                   | NU                                   | 18                                   | 0      | 33      |